# Bicocca (Novara)

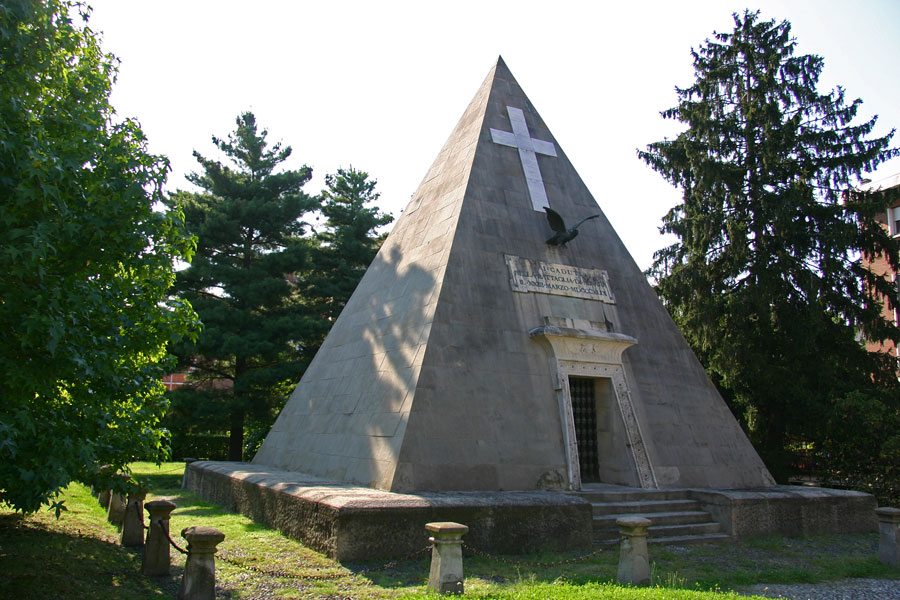
La Piramide-ossario della Bicocca

La Bicocca è un quartiere del Comune di Novara, situato nella zona sud-est della città, sulla direttrice che conduce a Mortara. Insieme alla frazione di Olengo forma la Circoscrizione Sud-Est.
Prima della recente espansione cittadina era una località a sé stante, separata dalla città.
L'arteria principale del quartiere è il Corso XXIII Marzo 1849, tratto urbano della ex Strada statale 211 della Lomellina.

## Storia
Dagli statuti cittadini del 1277 sappiamo che nell'Alto Medioevo la zona era conosciuta come Varoltis.
La chiesa Parrocchiale del quartiere è dedicata a Santa Maria della Salute e fu ultimata nel 1658.
La località è nota soprattutto per essere stata teatro della battaglia di Novara o Battaglia della Bicocca, il 23 marzo del 1849. L'evento è ricordato da un singolare ossario di forma piramidale, progettato dall'architetto milanese Luigi Broggi ed inaugurato nel marzo 1879 grazie ai fondi raccolti con una pubblica sottoscrizione nazionale. Conserva al suo interno, senza distinzioni, i resti dei caduti sia dell'esercito piemontese sia asburgico. Nel 1910 fu collocato al suo interno un trittico scolpito da Carlo Cantoni con le effigi in bronzo di Carlo Alberto e dei generali Ettore Perrone e Giuseppe Passalacqua.